# Le Club des Cinq (cabaret)
Pour les articles homonymes, voir Club des Cinq.
Le Club des Cinq est un cabaret du faubourg Montmartre à Paris qui ouvrit à la Libération. Édith Piaf, Les Compagnons de la chanson, Charles Trenet, et Yves Montand y chantèrent. C'est au Club des Cinq que Marcel Cerdan, habitué du cabaret, fit la connaissance d'Édith Piaf.

## Histoire
Le Club des Cinq fut créé à la Libération par cinq anciens de la 2e Division Blindée : le capitaine Lecole, le lieutenant Blenes, Germain Libine, Charly Mittel, et Jo Longman, le chef de file. La soirée d'inauguration eut lieu le 26 octobre 1945. Édith Piaf y donna ensuite de nombreux récitals. Jo Longmann, officier des sports de la fameuse Division Leclerc en Algérie, avait eu l'occasion de lier amitié avec Marcel Cerdan. Celui-ci fut un habitué du Club des Cinq dès son ouverture. En juillet 1946, c'est au Club des Cinq que Cerdan rencontre pour la première fois la Môme . Yves Montand y fit ses débuts parisiens, en première partie d'Edith Piaf. Charles Trenet s'y produisit en novembre 1945. Le parolier et compositeur Michel Emer dirigea l’orchestre du Club des Cinq de 1945 à 1946.
En mars 1948, François Mitterrand, alors Ministre des Anciens Combattants, y organise un gala auquel participent Piaf et Cerdan.
Après la mort brutale de Marcel Cerdan en octobre 1949, le cabaret passe de mode. Il est converti en cinéma de quartier et devint en 1954 le cinéma Le Club.
Claude Lelouch reconstitua en décors le Club des Cinq pour son film Edith et Marcel (1983). 
En 1991, le cinéma fut transformé en salle de concert consacrée au jazz et au rock par le trompettiste Luc Molins et Michel Pintenet, actuel directeur de la scène nationale de Foix. Ils nommèrent le nouveau lieu Le Passage du Nord-Ouest, en référence à la route maritime arctique qui relie parfois les océans Atlantique et Pacifique.
La salle est un théâtre depuis 1997 : le Théâtre du Nord-Ouest.

## Citation
« Je me souviens que c'est grâce à Édith Piaf que les Compagnons de la Chanson, Eddie Constantine et Yves Montand débutèrent » (Georges Perec, Je me souviens, 49).